# Eliseu Buchmeier
Eliseu Buchmeier de Oliveira (Sobradinho, RS, 3 de dezembro de 1951) é um advogado brasileiro aposentado. Foi promotor de acusação no julgamento dos assassinos de Chico Mendes. Foi também procurador geral  do Acre durante o período de 2003 a 2005. 

## Formação
Mudou-se para o Acre em fevereiro de 1978, onde construiu sua carreira. Trabalhou como mecânico até se formar em Direito, na Universidade Federal do Acre em 1983.

## Carreira

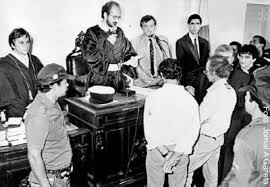
Julgamento dos assassinos de Chico Mendes.

Ficou conhecido por atuar como promotor de acusação ao lado do Dr. Márcio Thomaz Bastos no julgamento dos assassinos de Chico Mendes, Darly Alves da Silva e Darci Alves Ferreira.
Foi defensor público entre 2 de janeiro de 1987 e 15 de junho de 1989. Ingressou no Ministério Público em 16 de junho de 1989. Promovido a promotor de justiça de segunda entrância em 3 de maio de 1995, pelo critério de merecimento e, no dia 3 de dezembro de 1999, ascendeu ao cargo de procurador de justiça, pelo critério de antiguidade.
Eleito procurador-geral de justiça pela classe e nomeado pelo governador do estado em 14 de agosto de 2003, exercendo a chefia do Parquet no biênio 2003/2005.
Foi coordenador do patrimônio público e fiscalização das fundações e entidades de interesse social e controle da evasão fiscal, entre 2000 e 2002 e, ainda, coordenador do controle externo da atividade policial e fiscalização dos presídios no período de 2001/2003.